# Artemisia campestris
L'assenzio di campo (nome scientifico Artemisia campestris L., 1753) è una specie di pianta angiosperma dicotiledone della famiglia delle Asteraceae (sottofamiglia Asteroideae, tribù Anthemideae (Asian-southern African grade) e sottotribù Artemisiinae).

## Etimologia
L'etimologia del termine generico (Artemisia) non è sicura e sembra che derivi da Artemisia, consorte di Mausolo, re di Caria; ma anche, secondo altre etimologie, potrebbe derivare dalla dea della caccia (Artemide), oppure da una parola greca ”artemes” (= sano) alludendo alle proprietà medicamentose delle piante del genere Artemisa. L'epiteto specifico (campestris) fa riferimento al suo habitat più usuale.

Il binomio scientifico attualmente accettato (Artemisia campestris) è stato proposto da Carl von Linné (1707 – 1778) biologo e scrittore svedese, considerato il padre della moderna classificazione scientifica degli organismi viventi, nella pubblicazione ”Species Plantarum” del 1753.

## Descrizione

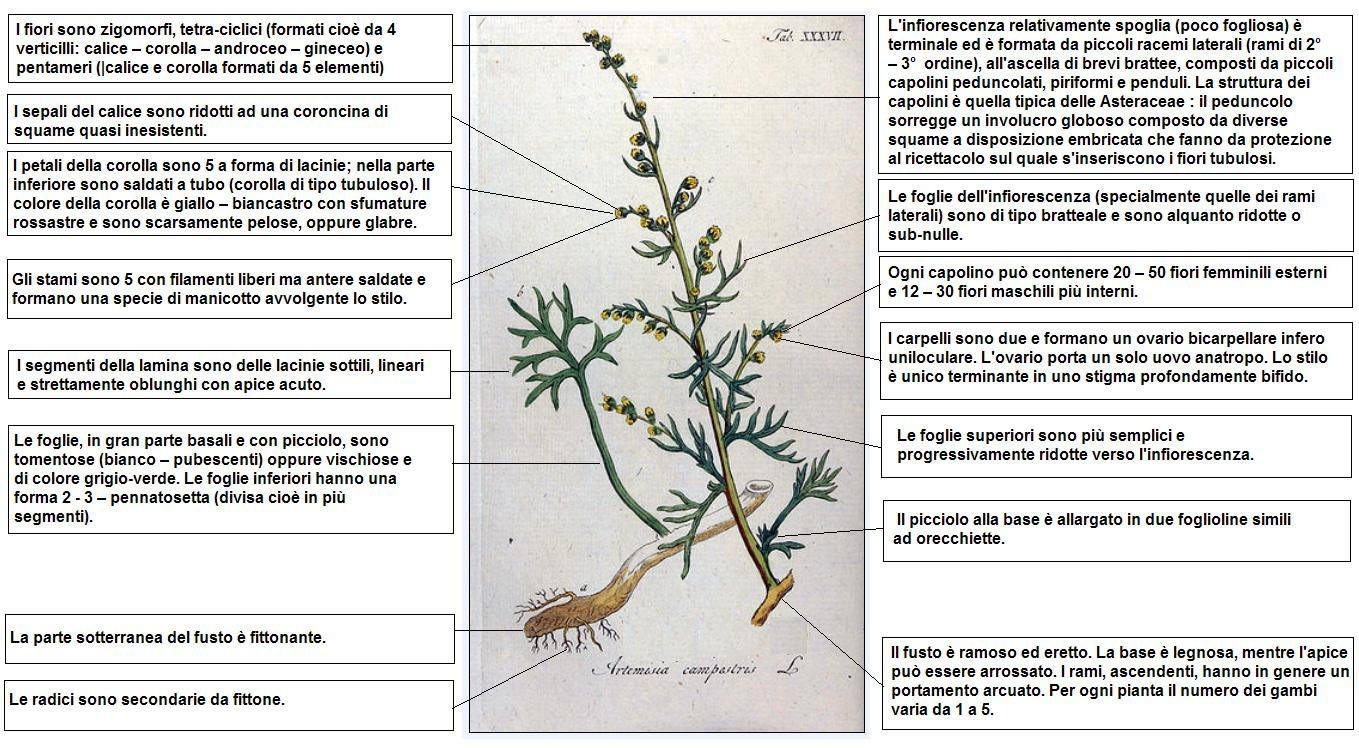
Descrizione delle parti della pianta

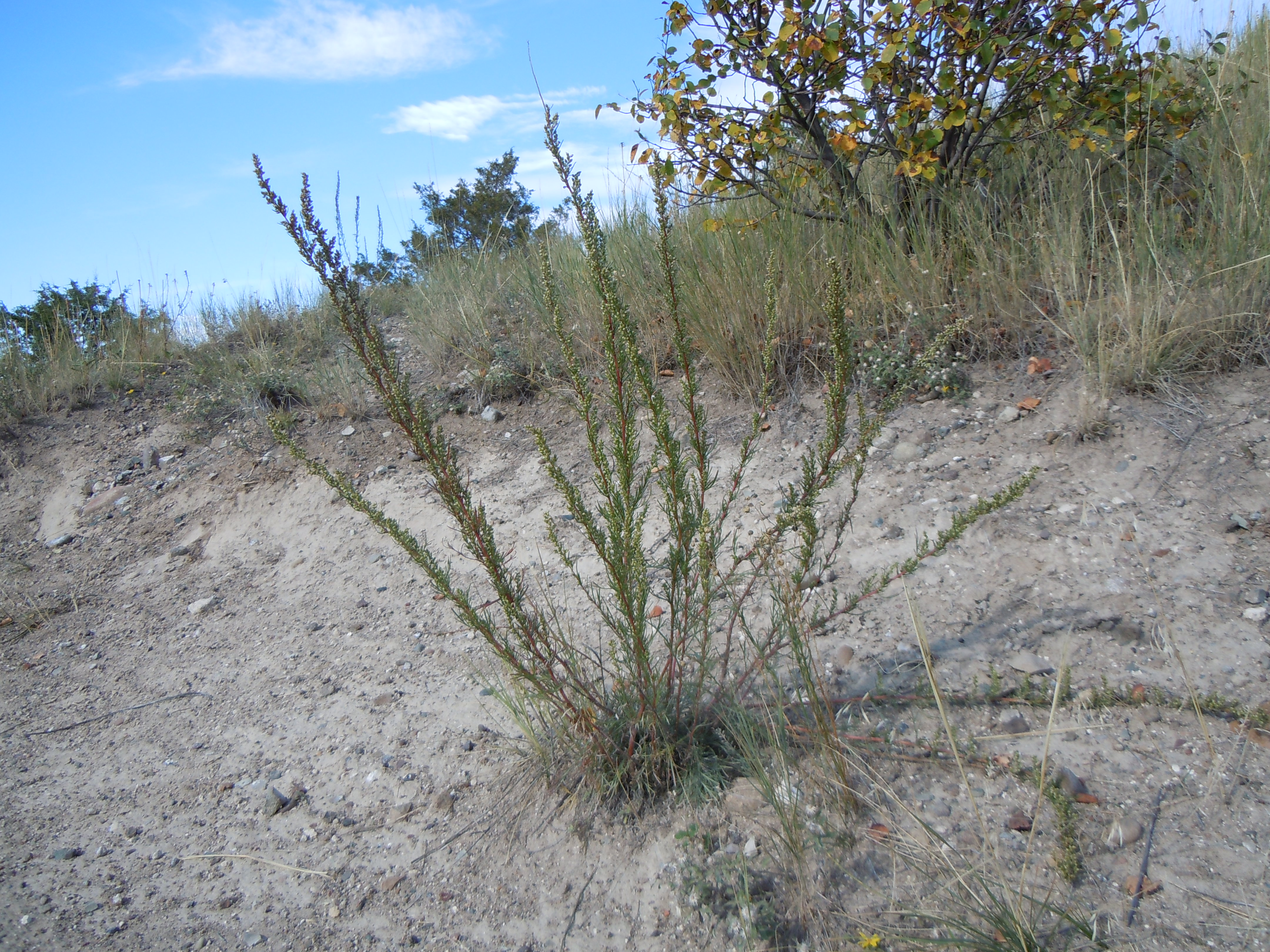
Il portamento

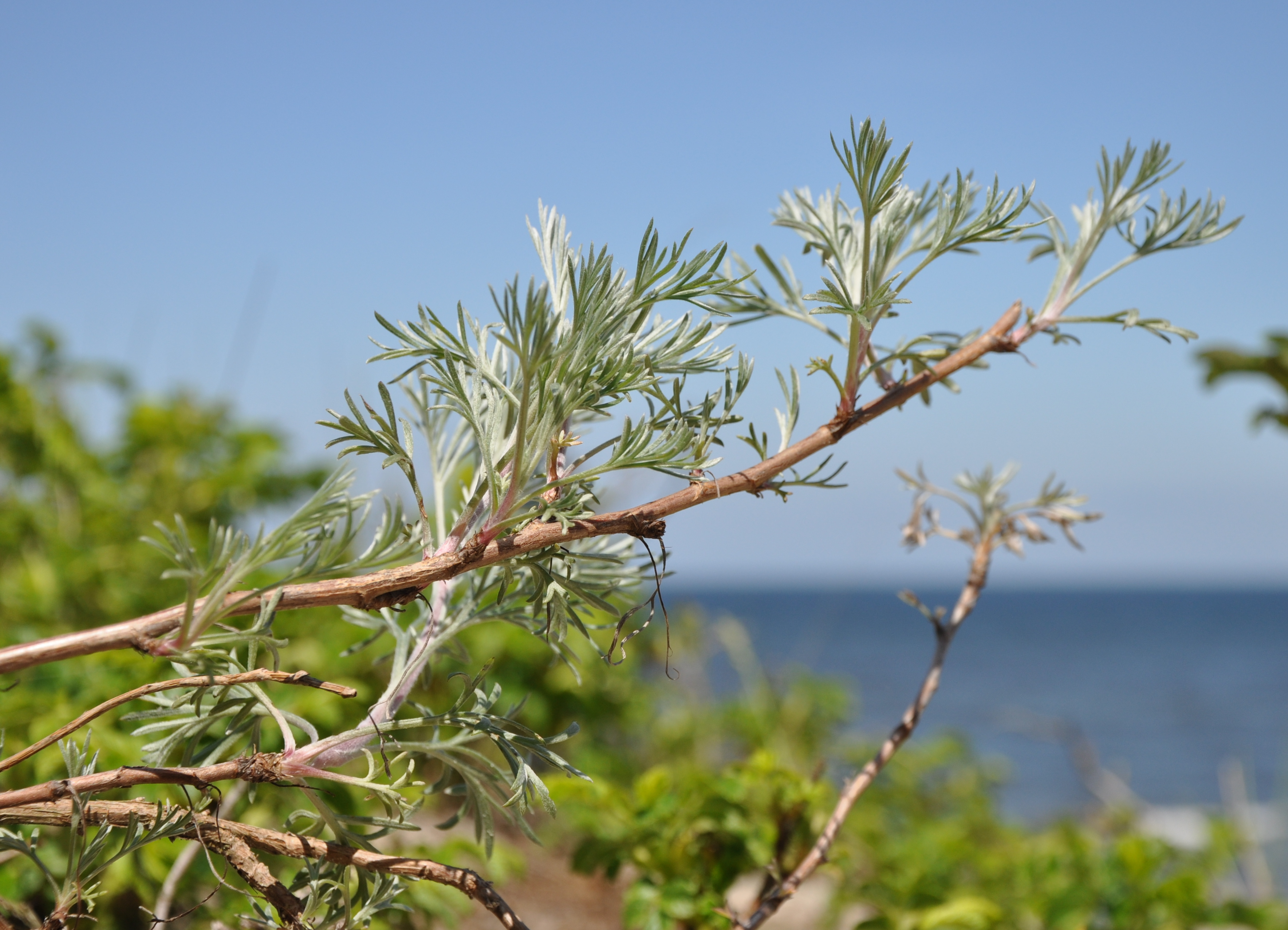
Le foglie

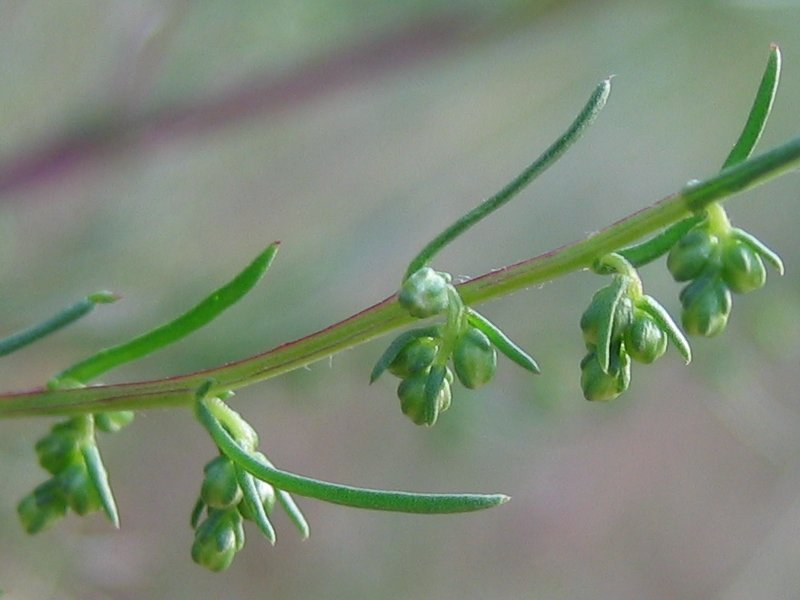
Infiorescenza

Portamento. La specie di questa voce ha un habitus di tipo erbaceo. La forma biologica è camefita suffruticosa (Ch suffr), sono piante perenni e legnose alla base, con gemme svernanti poste ad un'altezza dal suolo tra i 2 ed i 30 cm (le porzioni erbacee seccano annualmente e rimangono in vita soltanto le parti legnose). Queste piante sono fondamentalmente glabre ed hanno un forte odore aromatico. Sono inoltre prive di lattice (come le altre Asteraceae), contengono però oli eterei lattoni sesquiterpenici..
Radici. Le radici sono secondarie da fittone.
Fusto. L'indumento consiste in brevi peli ghiandolari (medifissi o basifissi). Altezza media: 1,5 – 15 dm. 
- Parte ipogea: la parte sotterranea è fittonante.
- Parte epigea: la parte aerea del fusto è ramoso ed eretto. La base è legnosa, mentre l'apice può essere arrossato. I rami, ascendenti, hanno in genere un portamento arcuato e sono scanalati. Per ogni pianta il numero dei gambi varia da 1 a 5.

Foglie. Le foglie, in gran parte basali e con picciolo, sono tomentose (bianco – pubescenti) oppure vischiose e di colore grigio-verde; sono inoltre convolute. Le foglie inferiori hanno una forma 2 - 3 – pennatosetta (divisa cioè in più segmenti); quelle superiori sono più semplici e progressivamente ridotte verso l'infiorescenza. Il picciolo alla base è allargato in due foglioline simili ad orecchiette. I segmenti della lamina sono delle lacinie sottili, lineari e strettamente oblunghi con apice acuto. Dimensione della lamina delle foglie basali: 4 – 12 cm. Dimensione della lamina delle foglie cauline: larghezza 0,5 – 1,5 cm; lunghezza 2 – 4 cm. Dimensione delle lacinie delle foglie cauline:  larghezza 0,5 – 1 mm; lunghezza 5 – 8 mm.
Infiorescenza. Le sinflorescenze sono relativamente spoglie (poco fogliose) è terminali; sono formate da piccoli racemi laterali (rami di 2º – 3º ordine), all'ascella di brevi brattee, composti da piccoli capolini penduli. Le infiorescenze vere e proprie sono composte da un capolino terminale peduncolato di tipo disciforme. I capolini sono formati da un involucro, piriforme, composto da 2 a 20 brattee, al cui interno un ricettacolo fa da base ai fiori del disco (quelli del raggio qui sono assenti). Le foglie dell'infiorescenza (specialmente quelle dei rami laterali) sono di tipo bratteale e sono alquanto ridotte o sub-nulle (lunghezza 1 – 6 mm). Le brattee degli involucri sono glabre (o anche villose-tomentose) con margini scariosi; la forma è ovale ma sono disuguali tra di loro procedendo dal basso verso. Il ricettacolo è nudo ossia senza pagliette a protezione della base dei fiori; la forma è piatta. Lunghezza del peduncolo: 1 – 2 mm. Dimensione dei capolini: larghezza 1,5 – 3 mm; lunghezza 2 – 3 mm.
Fiori.  I fiori (20 – 50 fiori femminili esterni e 12 – 30 fiori maschili più interni, per capolino) sono tetra-ciclici (formati cioè da 4 verticilli: calice – corolla – androceo – gineceo) e pentameri (calice e corolla formati da 5 elementi). Sono numerosi con forme brevemente tubulose (attinomorfe); sono ermafroditi. Possono essere divisi tra fiori solamente femminili (posti alla periferia) e fiori bi-sessuali (posti al centro) o funzionalmente maschili. 
- Formula fiorale:

*/x K {\displaystyle \infty }, [C (5), A (5)], G 2 (infero), achenio
- Calice: i sepali del calice sono ridotti ad una coroncina di squame.

- Corolla: i petali della corolla sono 5 a forma di lacinie; nella parte inferiore sono saldati a tubo (corolla di tipo tubuloso). Il colore della corolla è giallo – biancastro con sfumature rossastre e sono scarsamente pelose, oppure glabre.

- Androceo: l'androceo è formato da 5 stami (alternati ai lobi della corolla) sorretti da filamenti generalmente liberi e sottili; gli stami sono connati e formano un manicotto circondante lo stilo. Le antere possono essere sia di tipo basifissa che medifissa (ossia attaccate al filamento per la base – nel primo caso; oppure in un punto intermedio – nel secondo caso).[13] Questa caratteristica ha valore tassonomico in quanto distingue i generi gli uni dagli altri. Normalmente le antere variano da ottuse (arrotondate) a leggermente appuntite alla base (o anche caudate); in alcune specie le appendici sono triangolari, lineari o ellittiche. Il tessuto endoteciale (rivestimento interno dell'antera) non è polarizzato. Il polline è sferico con un diametro medio di circa 25 micron;  è tricolporato (con tre aperture sia di tipo a fessura che tipo isodiametrica o poro) ed è più o meno echinato (con punte sporgenti).

- Gineceo: l'ovario è infero uniloculare formato da 2 carpelli. Lo stilo (il recettore del polline) è profondamente bifido (con due stigmi divergenti) e con le linee stigmatiche marginali separate o contigue. I due bracci dello stilo hanno una forma troncata e possono essere papillosi o ricoperti da ciuffi di peli.

- Antesi: da agosto a ottobre.

Frutti. Il frutto è un achenio sprovvisto di pappo. La superficie e glabra leggermente innervata; la forma è oblungo-lanceolata e compressa ai lati. Dimensione: 0,8 – 1 mm.

## Biologia
Impollinazione: tramite insetti (impollinazione entomogama tramite farfalle diurne e notturne).

Riproduzione: la fecondazione avviene fondamentalmente tramite l'impollinazione dei fiori.

Dispersione: i semi cadono a terra e vengono dispersi soprattutto da insetti come formiche (disseminazione mirmecoria). Un altro tipo di dispersione è zoocoria: gli uncini delle brattee dell'involucro (se presenti) si agganciano ai peli degli animali di passaggio che portano così i semi anche su lunghe distanze. Inoltre per merito del pappo (se presente) il vento può trasportare i semi anche per alcuni chilometri (disseminazione anemocora).

## Sistematica
La famiglia di appartenenza di questa voce (Asteraceae o Compositae, nomen conservandum) probabilmente originaria del Sud America, è la più numerosa del mondo vegetale, comprende oltre 23.000 specie distribuite su 1.535 generi, oppure 22.750 specie e 1.530 generi secondo altre fonti (una delle checklist più aggiornata elenca fino a 1.679 generi). La famiglia attualmente (2021) è divisa in 16 sottofamiglie; la sottofamiglia Asteroideae è una di queste e rappresenta l'evoluzione più recente di tutta la famiglia.

### Filogenesi
Il gruppo di questa voce è descritto nella tribù Anthemideae, una delle 21 tribù della sottofamiglia Asteroideae). In base alle ultime ricerche nella tribù sono stati individuati (provvisoriamente) 4 principali lignaggi (o cladi); il genere  Artemisia (insieme alla sottotribù Artemisiinae) è incluso nel clade Asian-southern African grade.
Attualmente il genere, nell'ambito della flora spontanea italiana, è suddiviso in quattro sezioni e alcune sottosezioni. La specie di questa voce appartiene alla "Sezione IV" ( Dracunculus) caratterizzata dal ricettacolo glabro, dai capolini disciformi, dai fiori del disco maschili (quelli periferici sono femminili). Altra specie della stessa sezione: Artemisia scoparia  W. & K. (Assenzio scopario) e Artemisia dracunculus L. (Assenzio dragoncello).
Più in generale (in base ad una analisi completa del genere) la specie di questa voce appartiene al sottogenere Dracunculus (Besser) Rydb (vedi "clade 1") caratterizzato da cicli biologici perenni con portamenti erbacei o arbustivi (occasionalmente le erbe sono annuali), da foglie di vario genere, forme e dimensioni, da sinflorescenze panicolate (raramente si tratta di un racemo o un corimbo), da capolini del tipo eterogamo-disciforme con fiori centrali maschili o eterogamo-disciforme.
I caratteri distintivi della specie  Artemisia campestris  sono:
- il portamento è erbaceo perenne tipo cespuglietto;
- le foglie hanno una superficie grigiastra, glabra, cartilaginea e bollosa;
- il picciolo alla base si allarga in due orecchiette;
- le brattee dell'involucro sono glabre.

Il numero cromosomico delle specie di questa voce è: 2n = 36.

### Variabilità
Si tratta di una specie variabile (il numero cromosomico indica che si tratta di una specie poliploide). I caratteri più soggetti a variabilità sono i seguenti:
- lo sviluppo della pelosità dei fusti e delle foglie;
- la forma dei capolini può variare da piriforme (1,5 – 2 x 2 – 3 mm) a emisferica o sub-sferica (2 – 3 x 3 – 3 mm);
- anche le condizioni di crescita influiscono sull'habitus in generale.

Facilmente le varie sottospecie sono separate geograficamente. In America del nord ad esempio lo spartiacque continentale (tra costa atlantica e costa pacifica) divide abbastanza nettamente la sottospecie pacifica (lato occidentale) dalla sottospecie canadensis al nord e sottospecie caudata al sud entrambe presenti sul lato orientale del continente.
In Italia allo stato spontaneo sono presenti cinque sottospecie qui di seguito descritte.

#### Sottospeciecampestris

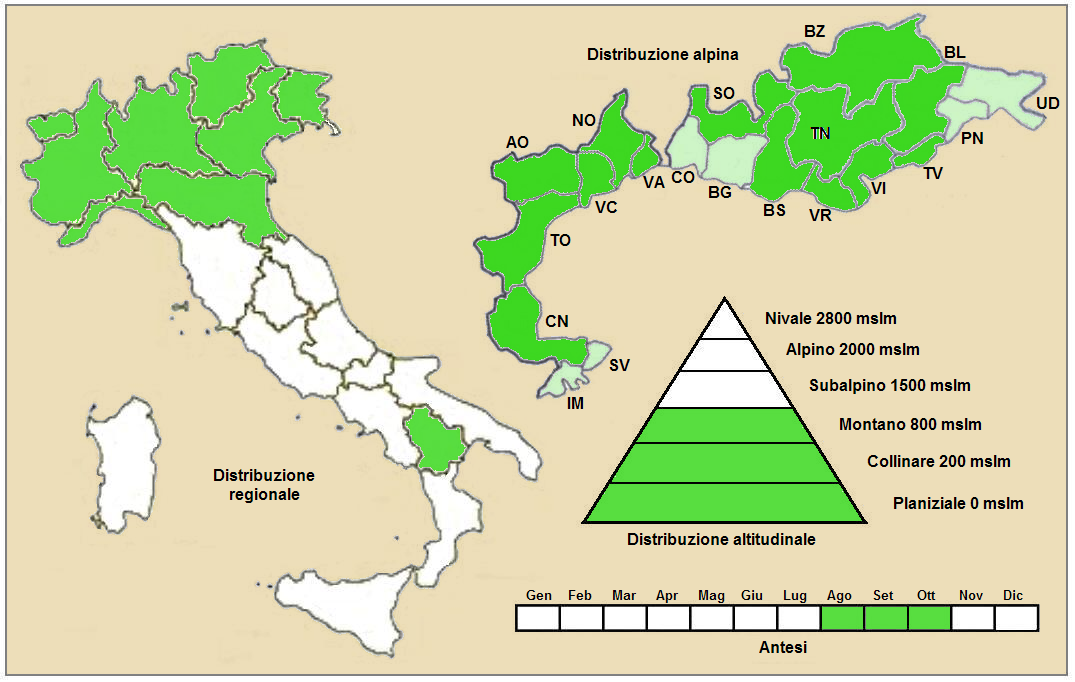
Distribuzione della sottospecie campestris (Distribuzione regionale – Distribuzione alpina)

- Nome scientifico: Artemisia campestris L. subsp. campestris
- Nome comune: Artemisia campestre
- Descrizione: questa sottospecie raggiunge i 3 – 6 dm di altezza; in genere sono piante poco vischiose; le foglie basali sono lunghe 4 – 8 cm, mentre quelle dell'infiorescenza sono lunghe 1 – 2 cm; l'infiorescenza si presenta molto ramosa.
- Geoelemento: il tipo corologico (area di origine) è Eurasiatico.
- Distribuzione: nelle Alpi è comune mentre in pianura e al centro-sud è rara o assente. Fuori dall'Italia sempre nelle Alpi si trova sia in Francia, in Svizzera, in Austria e in Slovenia. Sugli altri rilievi europei si trova nella Foresta Nera, Vosgi, Massiccio del Giura, Massiccio Centrale, Pirenei, Monti Balcani e Carpazi. Altrove si trova Algeria, Medio oriente e Asia orientale.[2]
- Habitat: l'habitat tipico sono i pascoli aridi, i pendii pietrosi e predilige il clima continentale; ma si trova anche in ambienti ruderali, strade dimesse, macereti e aree abbandonate. Il substrato preferito è sia calcareo che siliceo con pH basico e terreno a bassi valori nutrizionali e arido.
- Distribuzione altitudinale: sui rilievi queste piante si possono trovare poco oltre i 1000 m s.l.m.; frequentano quindi i seguenti piani vegetazionali: collinare e montano.
- Fitosociologia alpina: dal punto di vista fitosociologico alpino la sottospecie campestris appartiene alla seguente comunità vegetale:[21]

Formazione: delle comunità a emicriptofite e camefite delle praterie rase magre secche
Classe: Festuco-Brometea
- Fitosociologia italiana: per l'areale completo italiano la sottospecie di questa voce appartiene alla seguente comunità vegetale:[22]

Macrotipologia: vegetazione delle praterie
Classe: Festuco valesiacae-brometea erecti Br.-Bl. & Tüxen ex Br.-Bl., 1949
Ordine: Festucetalia valesiacae Br.-Bl. & Tüxen ex Br.-Bl., 1949
Alleanza: Festucion valesiacae Klika, 1931
Descrizione: l'alleanza Festucion valesiacae è relativa alle praterie steppiche continentali che crescono sui versanti esposti a sud nelle aree più calde ed aride dell’Europa centrale e delle Alpi. Le specie dominanti per questa alleanza sono quelle dei generi Festuca e Stipa. I suoli preferiti sono quelli calcarei. La distribuzione di questo gruppo è relativa alle regioni (sub-) continentali dell’Europa centrale e orientale. In Italia si rinviene nei settori più caldi delle Alpi.

#### Sottospeciealpina

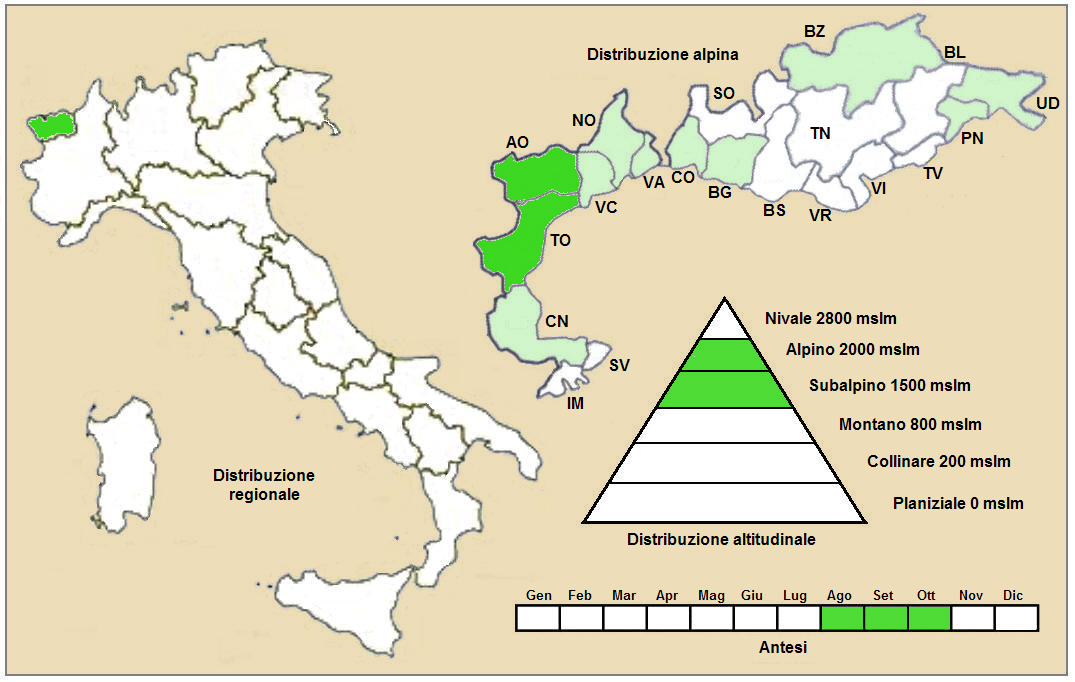
Distribuzione della sottospecie alpina (Distribuzione regionale – Distribuzione alpina)

- Nome scientifico: Artemisia campestris L. subsp. alpina (DC.) Arcang., 1882
- Nome comune: Artemisia alpina
- Basionimo: Artemisia campestris var. alpina DC.,1805.
- Descrizione: questa sottospecie raggiunge i 1,5 – 3 dm di altezza; l'infiorescenza è semplice con poche ramificazioni brevi. I capolini hanno un diametro di 3 – 4 mm.
- Geoelemento: il tipo corologico (area di origine) è Alpino.
- Distribuzione: in Italia si trova soprattutto nelle Alpi occidentali. Oltre i confini italiani, sempre nell'arco alpino, si trova in Francia (dipartimenti di Hautes-Alpes, Alpes-Maritimes, Isère e Savoia), in Svizzera (cantone Vallese) e in Austria (Länder del Tirolo Settentrionale, Tirolo Orientale, Salisburgo e Stiria). Si trova anche in Romania.[2]
- Habitat: l'habitat tipico sono i pendii sassosi e le praterie rase alpine. Il substrato preferito è sia calcareo/siliceo che siliceo con pH neutro e terreno a bassi valori nutrizionali e arido.
- Distribuzione altitudinale: sui rilievi queste piante si possono trovare dai 1800 ai 2500 m s.l.m.; frequentano quindi i seguenti piani vegetazionali: subalpina e alpina.
- Fitosociologia alpina: dal punto di vista fitosociologico alpino la sottospecie alpina appartiene alla seguente comunità vegetale:[24]

Formazione: delle comunità a emicriptofite e camefite delle praterie rase magre secche
Classe: Festuco-Brometea

#### Sottospecieglutinosa

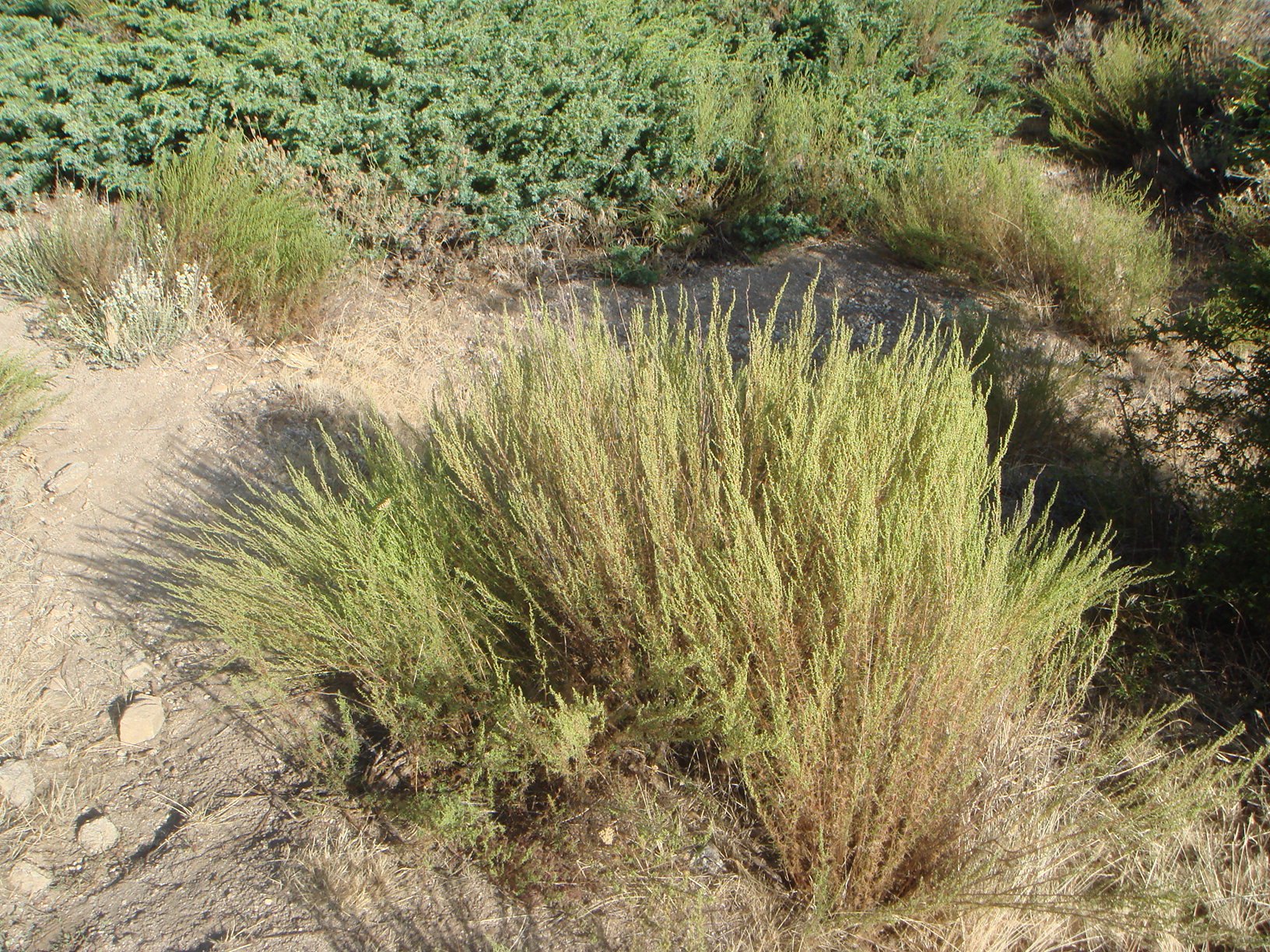
Sottospecie glutinosa

- Nome scientifico: Artemisia campestris L. subsp. glutinosa (J. Gay ex. Besser) Batt., 1889.
- Descrizione: sono piante molto vischiose; le foglie basali sono lunghe 10 – 12 cm, mentre quelle dell'infiorescenza sono lunghe 2 – 4 cm.
- Distribuzione: è rara e si trova in modo discontinuo dal Nord Italia fino a Napoli (Veneto, Abruzzo e Campania). Si trova anche in Europa occidentale e Africa settentrionale.[2]
- Habitat: l'habitat tipico sono i greti dei fiumi padani, le spiagge venete e quelle del sud (Campania).

#### Sottospecievariabilis
- Nome scientifico: Artemisia campestris L. subsp. variabilis (Ten.) Greuter, 2003.
- Nome comune: Assenzio napoletano
- Descrizione: questa sottospecie raggiunge i 6 – 15 dm di altezza; i fusti sono molto più ramosi e le foglie inferiori sono più grandi; l'infiorescenza si compone di capolini in racemi allungati all'ascella di brattee lunghe dai 6 a 15 mm. Le squame dell'involucro hanno una forma ovalo-lanceolata.
- Geoelemento: il tipo corologico (area di origine) è Endemico.
- Distribuzione: si trova solamente al centro-sud (Lazio, Abruzzo, Molise, Campania, Basilicata, Calabria, Sicilia, Sardegna).
- Habitat: l'habitat tipico sono gli incolti aridi e sassosi.
- Distribuzione altitudinale: sui rilievi queste piante si possono trovare poco oltre i 500 m s.l.m.; frequentano quindi il seguente piano vegetazionale: collinare.
- Fitosociologia italiana: per l'areale completo italiano la sottospecie di questa voce appartiene alla seguente comunità vegetale:[22]

Macrotipologia: vegetazione casmofitica, glareicola ed epifitica
Classe: Thlaspietea rotundifolii Br.-Bl., 1948
Ordine: Scrophulario bicoloris-helichrysetalia italici Brullo, 1984
Alleanza: Artemision variabilis Biondi et al, 1994
Descrizione. L'alleanza Artemision variabilis è relativa alle comunità caratterizzata dalla dominanza di Helychrysum italicum e altre camefite, tra cui Artemisia variabilis, che si sviluppa su greti con ciottoli e sabbia di natura prevalentemente granitica in ambienti costieri nella zona Mediterranea. La cenosi sopporta limitati periodi di inondazione, di acqua per lo più dolce o leggermente salata. Alleanza è distribuita nell'Italia meridionale peninsulare e sulle isole.

#### Sottospecieborealis

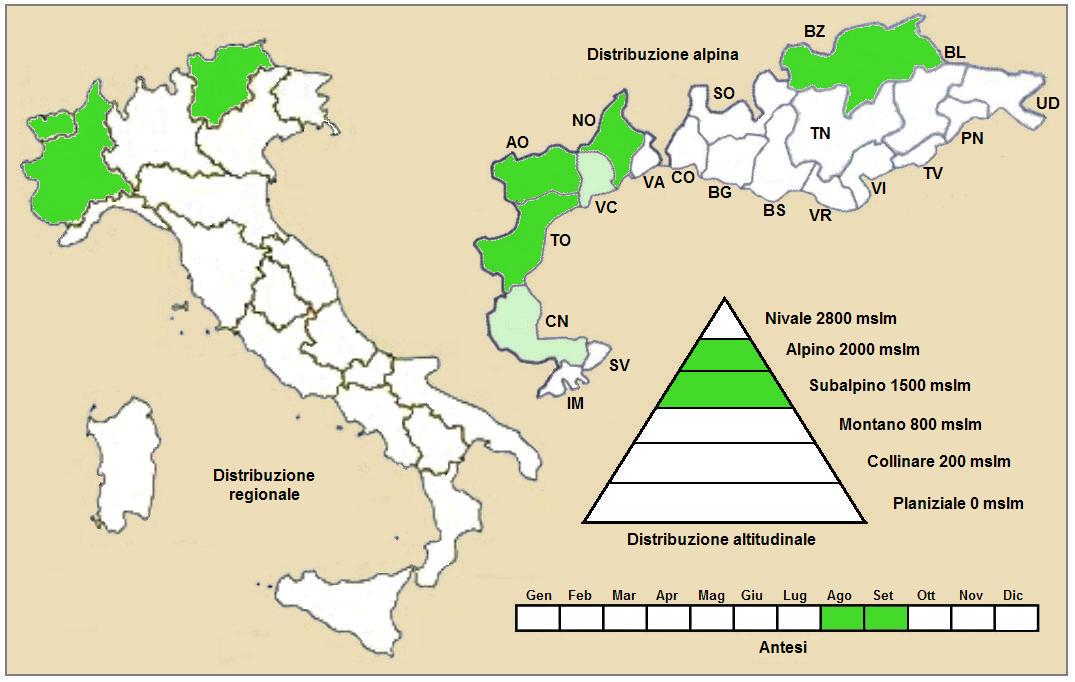
Distribuzione della sottospecie borealis (Distribuzione regionale – Distribuzione alpina)

- Nome scientifico: Artemisia campestris L. subsp. borealis (Pall.) H.M.Hall & Clem., 1923.
- Nome comune: Assenzio nano
- Etimologia: L'epiteto specifico (borealis) potrebbe derivare dal fatto che questa specie è probabilmente un relitto dell'epoca relativa all'arretramento dei ghiacciai wurmiani.
- Forma biologica: emicriptofita scaposa (H scap).
- Descrizione: questa sottospecie raggiunge i 15 – 50 cm di altezza; possiede un rizoma legnoso; i fusti sono sub-glabri ed arrossati all'altezza dell'infiorescenza; le foglie hanno una consistenza setosa e un colore argenteo; la forma delle foglie basali è spatolata e sono divise (2 - 3 pennatosette) in diverse lacinie con tre nervi; i capolini (20 – 30) dell'infiorescenza sono peduncolati ed hanno un portamento eretto (non pendulo) e sono piriformi (o globosi); ogni lato dell'involucro è ricoperto da 5 – 7 brattee. Dimensione della lamina fogliare basale: larghezza 2 – 4 cm; lunghezza 4 – 10 cm. Larghezza delle lacinie: 1 – 2 mm. Dimensione dei capolini piriformi: larghezza 3 mm; lunghezza 4,5 mm. Dimensione dei capolini globosi: 4 - 4,5 mm. Lunghezza dei peduncoli: 3 – 12 mm.
- Fioritura: da agosto ad settembre.
- Geoelemento: il tipo corologico (area di origine) è Circumboreale – Artico/Alpico.
- Distribuzione: in Italia si trova solo sulle Alpi. Probabilmente è una sottospecie in via di estinzione in quanto, oltre ad essere rarissima, si assiste ad un graduale passaggio, delle poche popolazioni esistenti ancora, verso la sottospecie campestris. Fuori dall'Italia (ma sempre nelle Alpi) si trova in Francia (dipartimenti di Hautes-Alpes, Isère e Savoia), in Svizzera (cantone Vallese), in Austria (Länder del Tirolo Orientale e Carinzia). Si trova in Siberia orientale e in America settentrionale occidentale.[2]
- Habitat: l'habitat tipico sono i pascoli aridi subalpini e le rupi sassose (ghiaioni, morene, pietraie e zone detritiche). Il substrato preferito è sia calcareo che siliceo con pH basico e terreno a medi valori nutrizionali e secco.
- Distribuzione altitudinale: sui rilievi queste piante si possono trovare dai 1600 ai 2600 m s.l.m.; frequentano quindi i seguenti piani vegetazionali: subalpina e alpina.
- Fitosociologia alpina: dal punto di vista fitosociologico alpino la sottospecie borealis appartiene alla seguente comunità vegetale:[24]

Formazione: dell comunità delle fessure, delle rupi e dei ghiaioni
Classe: Thlaspietea rotundifolii
Ordine: Thlaspietalia rotundifolii
Altre sottospecie non presenti in Italia:
- Artemisia campestris subsp. bottnica Lundstr. ex Kindb., 1873 - Distribuzione: Scandinavia e Russia settentrionale.
- Artemisia campestris subsp. canadensis (Michx.) Scoggan, 1978 - Distribuzione: Canada orientale e Groenlandia.
- Artemisia campestris subsp. caudata (Michx.) H.M.Hall & Clem., 1923 - Distribuzione: America settentrionale orientale e centrale.
- Artemisia campestris subsp. cinerea Le Houér., 1995 - Distribuzione: Tunisia.
- Artemisia campestris subsp. lednicensis (Spreng.) Greuter & Raab-Straube, 2008 - Distribuzione: Europa centrale e Penisola Balcanica.
- Artemisia campestris subsp. lempergii Sennen, 1936 - Distribuzione: Francia.
- Artemisia campestris subsp. pacifica (Nutt.) H.M.Hall & Clem., 1923 - Distribuzione: America settentrionale zona pacifica.

### Sinonimi
Sono elencati alcuni sinonimi per questa entità:
- Artemisia campestris subsp. typica H.M.Hall & Clem.
- Draconia campestris  (L.) Soják
- Oligosporus campestris  (L.) Cass.

### Specie simili
Le “Artemisie” con i suoi piccoli fiori non sono molto diverse le une dalle altre. Sul territorio italiano (in particolare nelle zone alpine) possono essere confuse tra di loro (e con la pianta di questa voce) le seguenti specie:
- Artemisia vulgaris L. - Artemisia comune: i segmenti delle foglie sono lievemente più larghi ed hanno un colore verde chiaro; i fusti sono rossicci. È comune su tutto il territorio alpino.
- Artemisia verlotiorum Lamotte - Artemisia dei fratelli Verlot: si distingue per i fiori rossastri e le foglie a segmenti larghi e di colore glauco.  È comune su tutto il territorio alpino.
- Artemisia nitida Bertol - Artemisia lucida: i capolini sono gialli ma più lassi e i segmenti delle foglie sono lineari (con i lati paralleli). Si trova nel nord-est.
- Artemisia scoparia Waldst. & Kit. - Artemisia scoparia: è una specie naturalizzata proveniente dalle zone europee dell'Est e poco comune in Italia

## Usi

### Farmacia
Secondo la medicina popolare l'Assenzio di campo ha le seguenti proprietà medicamentose:
- abortiva;
- antielmintica (elimina svariati tipi di vermi o elminti parassiti);
- antisettica (proprietà di impedire o rallentare lo sviluppo dei microbi);
- colagoga (facilita la secrezione biliare verso l'intestino);
- emmenagoga (regola il flusso mestruale);
- oftalmica (cura le patologie dell'occhio);
- stomachica (agevola la funzione digestiva);
- tonica (rafforza l'organismo in generale).